# Jörg Arndt
Jörg Arndt (* 1. November 1961 in Hamburg) ist ein deutscher Schriftsteller und evangelischer Pastor.

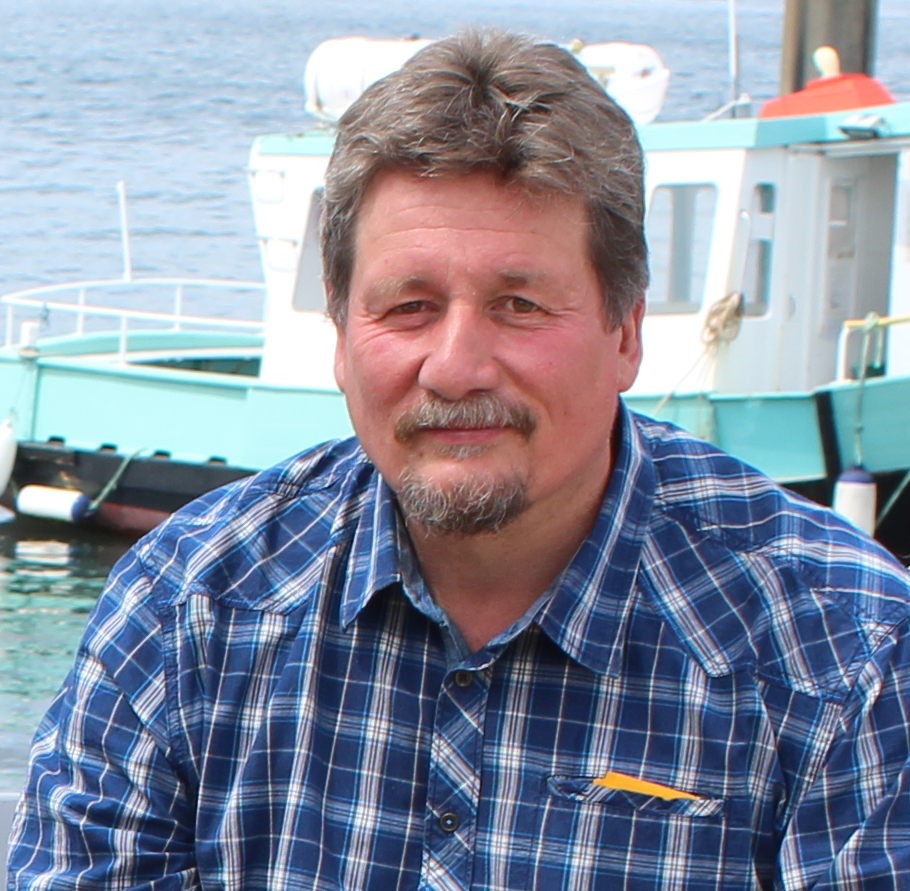
Jörg Arndt 2015

## Leben
Jörg Arndt wuchs in Norderstedt auf. Er studierte evangelische Theologie in Hamburg, Heidelberg und Kiel.
Seit 1993 ist er Pastor der Kirchengemeinde Havetoft. Er ist verheiratet und hat vier erwachsene Kinder.
2007 erschien im Rahmen eines Fundraising-Projektes für den Förderverein der Kirchengemeinde sein erstes Buch mit dem Titel „Wer's glaubt, wird selig“. Es handelt sich um eine Predigtsammlung über die einzelnen Artikel des Glaubensbekenntnisses.
Sein Debütroman, „X-World“, der der christlichen Jugendliteratur zuzurechnen ist, erschien 2016 im Brendow-Verlag und wurde im gleichen Jahr auf der Leipziger Buchmesse mit dem C. S. Lewis-Preis ausgezeichnet.
Zwei Jahre später folgte „Space Prophet“, eine SF-Umsetzung der Jona-Geschichte.
Außerdem schreibt Arndt Kurzgeschichten und Musicals. Er ist Mitglied im „Flensburger Autorentreff“.

## Veröffentlichungen
- Wer's glaubt, wird selig. Eine Reise durch das Glaubensbekenntnis. Engelsdorf 2007, ISBN 978-3-86703-363-3
- Glauben in Wüstenzeiten. 7 Predigten über Abraham, den Pionier Gottes. Engelsdorf 2014, ISBN 978-3-95744-375-5
- X-World. Roman. Brendow Verlag, Moers 2016, ISBN 978-3-86506-844-6
- Space Prophet. Roman. Brendow Verlag, Moers 2018, ISBN 978-3-96140-033-1
- Kingstar. Kurzgeschichte in: Thomas Klappstein (Hrsg.): Weihnachtswundernacht 6. Brendow Verlag, Moers 2017, ISBN 978-3-86506-991-7
- Der Weihnachtswichtel. Kurzgeschichte in: Barbara Mürmann: Weihnachtsgeschichten am Kamin 34. Rowohlt Taschenbuch Verlag, Reinbek bei Hamburg 2019, ISBN 978-3-499-00100-0
- Ein ungewöhnliches Krippenspiel. Kurzgeschichte in: Barbara Mürmann: Weihnachtsgeschichten am Kamin 35. Rowohlt Taschenbuch Verlag, Reinbek bei Hamburg 2020, ISBN 978-3-499-00434-6
- Fiete und der Weihnachtsstern. Kurzgeschichte in: Barbara Mürmann: Weihnachtsgeschichten am Kamin 37. Rowohlt Taschenbuch Verlag, Reinbek bei Hamburg 2022, ISBN 978-3-499-01015-6